# Крифца, Фрида
Фрида Крифца (алб. Frida Krifca; род. 20 марта 1978, Тирана) — албанский политический и государственный деятель. Член Социалистической партии Албании. Министр сельского хозяйства и развития сельских районов Албании с 18 сентября 2021 года.

## Биография
В 1996—2000 годах изучала деловое администрирование на экономическом факультете Тиранского университета. По Программе Фулбрайта училась в 2005—2007 годах на университете делового администрирования Университете Акрона в Акроне в штате Огайо, получила степень магистра делового администрирования. Посещала Гарвардскую школу бизнеса в Бостоне в штат Массачусетс.
С августа 2000 года по март 2001 года — программный ассистент американской организации World Learning, Inc. С ноября 2001 года по август 2005 года — руководитель программы некоммерческой организации Financial Services Volunteer Corps (FSVC) в Албании. С ноября 2005 года по май 2007 года — исследователь рынка в компании Performance Research в Ньюпорте в штате Род-Айленд. С сентября 2007 года по апрель 2011 года — генеральный директор рекламного агентства On Time Concept, Agna Group в Тиране. С марта 2011 года по сентябрь 2013 года — директор по маркетингу и связям с общественностью в банке Tirana Bank в Тиране, подразделении греческого банка Piraeus Bank. С октября 2013 года по июль 2017 года — генеральный директор некоммерческой организации Financial Services Volunteer Corps (FSVC).
С ноября 2020 года по февраль 2021 года была приглашенным лектором на факультете экономики и агробизнеса Сельскохозяйственного университета Тираны.
С июля 2017 года по сентябрь 2021 года занимала должность генерального директора в Агентстве сельского хозяйства и развития сельских районов (AZHBR).
18 сентября 2021 года назначена министром сельского хозяйства и развития сельских районов Албании в третьем кабинете Рамы.

## Личная жизнь
Мать двух дочерей.